# Jozef Tiso

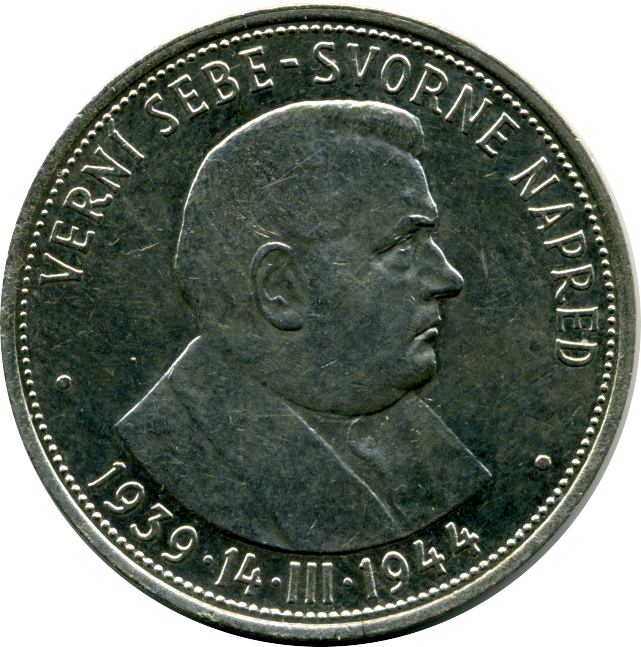
Slovakiskt mynt från 1944 med bild av Tiso.

Jozef Tiso, född 13 oktober 1887 i Veľká Bytča (dagens Bytča), Österrike-Ungern, död (avrättad) 18 april 1947 i Bratislava, Tjeckoslovakien, var en slovakisk politiker och katolsk präst.

## Biografi
Jozef Tiso föddes av slovakiska föräldrar i dåvarande Trencsén i Kungariket Ungern, en del av kejsardömet Österrike-Ungern. Biskopen i Nitra, Imre Bende erbjöd Tiso en möjlighet att studera till präst, och 1911 avlade han examen vid det prestigefyllda Pázmáneum i Wien. Hans första arbete var som biträdande präst i tre församlingar i dagens Slovakien. Efter en kort tid som fältpräst vid fronten i första världskriget, utsågs han som andlig ledare för Nitraseminariet av Bendes efterträdare, Vilmos Batthyány. Tiso var vid denna tid också verksam som lärare och journalist. Hans artiklar för lokaltidningen skulle senare vara kontroversiella på grund av deras starka stöd för den ungerska krigsorsaken.
År 1918–1919 var Tiso redaktör för en tidning, Nitra (Nyitra i dess ungerska upplaga), där han förde fram sina mycket antisemitiska åsikter. År 1921 utsågs han till Monsignor av Vatikanen, men detta upphörde att gälla vid Benedictus XV:s död året därpå. Från 1921 till 1923 tjänstgjorde han som sekreterare åt den nye slovakiske biskopen i Nitra, Karol Kmeťko. Under samma period ådrog sig Tiso, genom nationalistisk politisk agitation, två fällande domar för hets, som resulterade i ett kort fängelsestraff. Missnöjd med detta, avskedade Kmeťko honom som sekreterare 1923, men behöll honom som professor i teologi. År 1924 lämnade han Nitra för att bli kyrkoherde och därefter dekan av Bánovce nad Bebravou.
Tiso blev 1938 partiledare för Slovakiska folkpartiet, som hade grundats av fader Andrej Hlinka 1913, och som krävde Slovakiens autonomi inom Tjeckoslovakien. Med stöd från Nazityskland var Tiso den "fria" Slovakiska republikens president mellan 1939 och 1945. Efter andra världskrigets slut dömdes han till döden för landsförräderi och avrättades genom hängning.

### Fotnoter
1. ↑  Lennart Westberg (11 augusti 2017). ”Slovakiens uppror mot Nazityskland” (på svenska). Militärhistoria. Arkiverad från originalet den 22 maj 2018. https://web.archive.org/web/20180522041439/https://militarhistoria.se/artiklar/andra-varldskriget/slovakiens-uppror-mot-nazityskland. Läst 21 maj 2018.